# Midori
Midori (на японски „Зелен“) е уеб браузър с отворен код, предназначен основно за GNU/Linux дистрибуции. Използва се като интернет браузър по подразбиране в няколко дистрибуции, включително в такива сериозни проекти като Sabayon, Manjaro и elementary OS, както и в много други, по-малки. Използва енджина (двигателя) WebKit. Има пълна GTK 2/3 интеграция. Външният му вид е подобен на старите версии на Firefox.
Браузърът е изключително бърз и с много нисък разход на ресурси – поне с 50% по-нисък от Firefox/ Google Chrome. Това го прави особено подходящ за работа в движение, когато времето за работа на батерия е от значение.
Развива се динамично, като е една от най-добре функциониращите алтернативи на фирмените браузъри. Преведен е 100% на български език.
Разполага с малко на брой, но ефективни разширения. Разширението за блокиране на реклами, за разлика от AddBlock не оказва никакво влияние върху бързината на браузъра.
За всички Linux дистрибуции, е желателно, Midori да бъде инсталиран не от хранилищата, където пакетите често са остарели, а от официалната страница.
Налични са пакети за 32 и 64 битови версии на всички базови дистрибуции.

## Възможности
- Пълна интеграция с GTK+ 2/3.
- Бърза обработка на уеб-страници с помощта на WebKit.
- Управление на табове, прозорци и сесии.
- Поддръжка на Netscape
- Настройки на търсене
- Поддръжка на потребителски скриптове и стилове
- Лесно управление на добавките
- Възможност за лесна промяна на изгледа
- Вградена добавка за блокиране на реклами
- Модулите са написани на C, Lua и Vala. [1]